# Guttannen
Guttannen är en ort och kommun i distriktet Interlaken-Oberhasli i kantonen Bern, Schweiz. Kommunen har 247 invånare (2023).
Kommunen ligger på norra sidan av Grimselpasset. Ett antal glaciärer ligger inom kommunen, däribland Oberaargletscher och Unteraargletscher.